# Holger Maletz
Holger Maletz (* 8. August 1967 in Salzgitter) ist ein ehemaliger deutscher Eiskunstläufer.
Er begann mit dem Paarlauf mit Marianne Ocvirek und wurde mit ihr 1986 Deutscher Vizemeister.
Er wurde 1988 Deutscher Meister im Paarlauf zusammen mit Eislaufpartnerin Brigitte Groh und nahm auch an den Olympischen Winterspielen im selben Jahr teil. Holger Maletz startete bis 1987 für den TSV Salzgitter und später für den TuS Stuttgart Eissport.
Die Weltmeisterschaften 1988 musste das Paar wegen eines Muskelfaserrisses von Holger Maletz absagen.
1989 startete er zum letzten Mal international im Paarlauf bei der Trophée Lalique. Zusammen mit Tatiana Demovic belegte er dort den 5. Platz.

## Erfolge/Ergebnisse

### Paarlauf
| Wettbewerb/Wintersaison  | 1986 | 1987 | 1988 |
| ------------------------ | ---- | ---- | ---- |
| Olympische Winterspiele  | –    | –    | 11.  |
| Weltmeisterschaften      | –    | –    | –    |
| Europameisterschaften    | 7.*  | –    | 7.   |
| Deutsche Meisterschaften | 2.*  | 4.   | 1.   |

WDR = zurückgezogen, * mit Marianne Ocvirek, sonst mit Brigitte Groh